# South Point (Ohio)
South Point é uma vila localizada no estado norte-americano de Ohio, no Condado de Lawrence.

## Demografia
Segundo o censo norte-americano de 2000, a sua população era de 3742 habitantes.
Em 2006, foi estimada uma população de 3973, um aumento de 231 (6.2%).

## Geografia
De acordo com o United States Census Bureau tem uma área de
6,3 km², dos quais 6,3 km² cobertos por terra e 0,0 km² cobertos por água.

## Localidades na vizinhança
O diagrama seguinte representa as localidades num raio de 8 km ao redor de South Point.